# Julia Volkova
Julia Olégovna Vólkova (del ruso: Ю́лия Оле́говна Во́лкова) (Moscú; 20 de febrero de 1985) es una cantante rusa, conocida por haber sido integrante del grupo ruso t.A.T.u.

## Carrera

### Inicio
Desde la infancia, Julia siempre había sabido que quería trabajar en la música. Los padres de Julia la impulsaron a tomar clases de piano y canto con un vecino, después de haber quedado muy impresionado por el talento de Julia. Su nueva profesora animó a los padres de Julia a su inscripción en una escuela de música. Después de graduarse en la escuela de música, Volkova entró en el grupo infantil de canto Neposedi. Volkova se graduó en este grupo después de 5 años de clases, ensayos y conciertos profesionales. Fue durante el tiempo que estuvo allí cuando Julia conoció a Lena Kátina.

### Proyecto t.A.T.u.
Julia fue llamada para un casting. Impresionó a los productores con su capacidad vocal y así fue como Volkova se unió al, hasta el momento, proyecto sin título. Fue en este momento cuando Julia volvió a coincidir con su compañera de la banda Neposedi, Lena Katina.  

«Nuestro productor nos puso una película llamada ”Fucking Åmål“, pensó que era una idea genial, así que lo discutimos y decidimos ”¡Lo intentaremos!”, un montón de chicas y chicos de aproximadamente 14 y 15 años están interesados en probar diferentes cosas, entonces nosotras tuvimos un sentimiento parecido en ese tiempo. Yo tuve una experiencia con una chica y he tenido enamoramientos por chicas anteriormente».
Julia Volkova

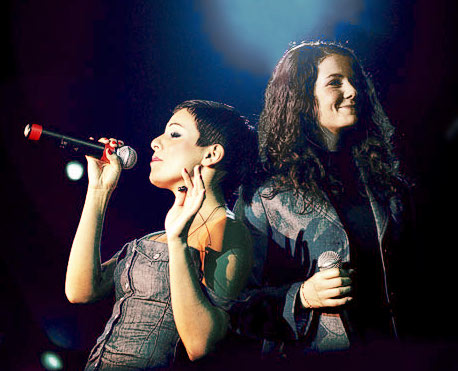
Julia junto a Lena Katina durante una actuación en el Gaudi Arena de Moscú, el 28 de octubre de 2005.

Fue la imagen de dos chicas enamoradas, luchando contra el mundo, la que ayudó a incrementar la fama mundial de t.A.T.u. Su primer sencillo, Ya Soshla S Uma, o ”He Perdido La Cabeza” traducido al español, se convirtió en un gran éxito en Rusia. El videoclip mostraba a dos chicas adolescentes, besándose bajo la lluvia en el patio del colegio, atrapadas tras una valla, mientras la muchedumbre las miraba fijamente con incredulidad. Como resultado, no fueron Julia y Lena las que estaban atrapadas detrás de la valla, sino la muchedumbre, permitiendo a Julia y Lena alejarse libremente de la mano.
Este mensaje aún sigue cerca del corazón de Julia:

«Siempre he querido ayudar a la gente. Nosotras recibimos muchas cartas agradeciéndonos que les habíamos ayudado a liberarse. Ellos pensaron que estaban locos por pensar que una chica podía amar a una chica, o que un chico podía amar a un chico, que ellos estaban perdiendo la cabeza, pero les ayudamos a que se sintieran aceptados».

### Éxito, popularidad y estrellato

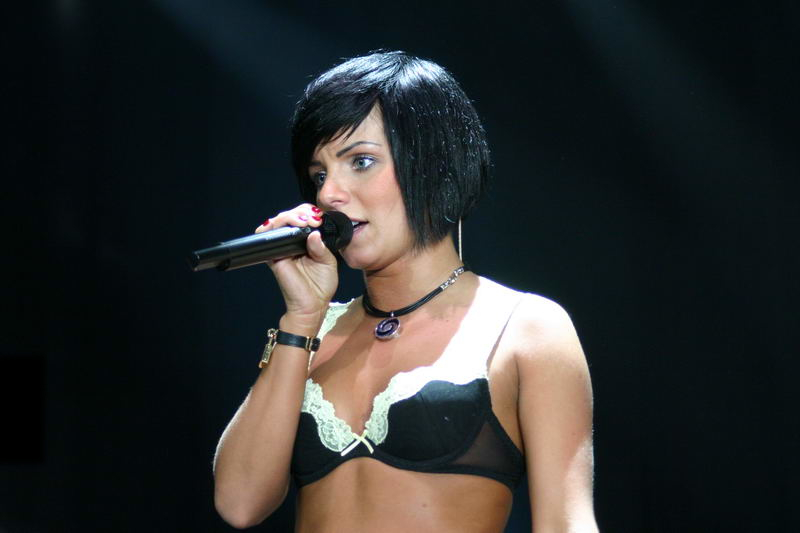
Volkova en 2006.

Después de su éxito en Rusia y Europa del Este, el grupo comenzó a grabar sus canciones en inglés. Una vez ya encontrándose en Londres, al principio grabaron las versiones inglesas de Ya Soshla S Uma y Nas Ne Dagoniat, las cuales se convirtieron respectivamente en All The Things She Said y Not Gonna Get Us. Ambas canciones tuvieron un enorme éxito para t.A.T.u. y la banda finalmente vendió más de 5 millones de copias de su álbum de debut 200 km/h in the Wrong Lane, consiguiendo que fuera el álbum de debut más vendido de una banda pop rusa en la historia de la música.En 2005 t.A.T.u. demostró que no eran artistas de un solo éxito. Su sencillo All About Us encabezó las listas de Europa y fue disco de platino. t.A.T.u. trabajó con una serie de colaboradores con mucho talento para su segundo disco, Dangerous and Moving, como Sting, Dave Stewart, Richard Carpenter, Trevor Horn y Bryan Adams.

### 2009-2011: inicios como solista
En 2009, el año después del lanzamiento de su álbum Waste Management, Volkova tomó la decisión de dejar t.A.T.u., debido a diferencias creativas con la gestión del grupo. “Una vez que había tomado la decisión, no fue difícil dejar t.A.T.u., quería participar en el proyecto y aportar nuevas ideas”.
Durante 2010 Julia empezó a trabajar en el estudio un nuevo estilo musical al que ella llama Sex Rock. Julia explica ”No voy a ir desde el estilo de t.A.T.u. al R&B, me gusta el rock. Va a ser sexy, eléctrico, pero aún no quiero dar todos los secretos”.
”Tengo ganas de actuar y recorrer el mundo entero. Los shows serán diferentes a los de t.A.T.u. Estaré yo sola y un bonito espectáculo con pantallas grandes, en las que habrá en cada una, una diferente película. Quiero que mis fanes participen en estas películas. Quiero ayudarles a que sientan que son parte de algo y parte de mi show, ver que ellos viajan alrededor del mundo conmigo”.
El 20 de noviembre de 2010 abrió su web oficial como solista y declaró que se comenzarán a añadir contenidos en enero de 2011.
El día 28 de enero Julia abrió su página web, con mucho contenido personalizado y a la vez, mostrando un avance de una de sus canciones titulada "Woman All The Way Down".
El 20 de febrero se presentó en vivo en un pub en Rusia celebrando su cumpleaños, cantando las canciones demo "Woman All The Way Down" y "Rage". El 25 de junio de 2011 se presentaría en el Sao Paulo's Gay Day Experience, donde pondría comienzo a su carrera como solista, y tendría una actuación de 30 minutos, interpretando canciones demo y algunos temas de t.A.T.u.

### 2012: Reencuentro con t.A.T.u.

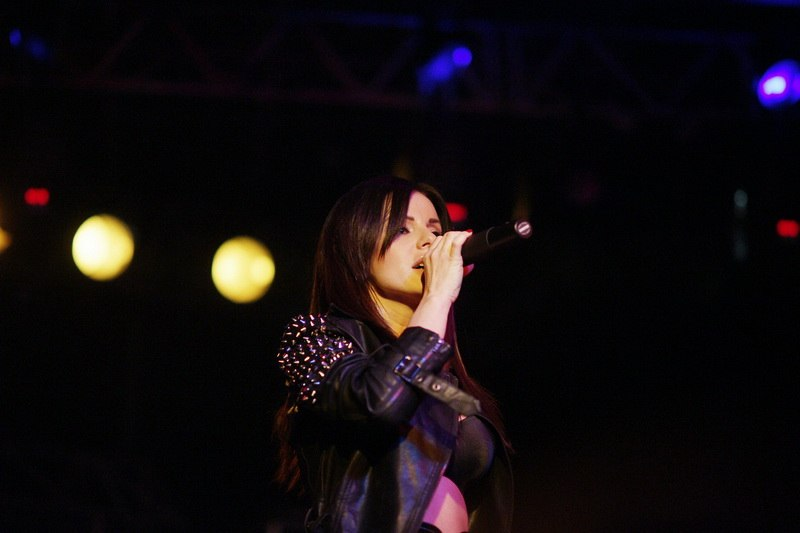
Volkova en diciembre del 2012.

El día 29 de noviembre anunció su primer video como solista, "All Because of You", el cual tuvo premier el día 2 de diciembre.
En 2012 vuelve a presentarse candidata a representar a Rusia en el Festival de la Canción de Eurovisión 2012, en esta ocasión a dúo con el ganador del festival de 2008 Dima Bilan, con el tema Back to her future.
El 14 de junio anuncio en su sitio web que está trabajando en su nuevo sencillo que tendrá por nombre Didn’t Wanna Do It y una versión rusa titulada "Давай Закрутим Землю" (Davai Zakrutim Zemlyu) que fue lanzado a finales del mes de julio junto con el video que se realizó en Cuba.
En ese mismo año se reencontró con Lena Katina para hacer entrevistas y actuar en la voz de Rumanía 2012 en Bucarest.
En 2014, Volkova realizó una serie de actuaciones, como t.A.T.u, con su excompañera Lena Katina que culminaron con una actuación televisiva para los Juegos Olímpicos de Rusia. Un sencillo que habían grabado, "Любовь в каждом мгновении" ("Love in Every Moment"), fue lanzado como una colaboración, más que como una canción de t.A.T.u, que incluyó a los artistas Ligalize y Mike Tompkins. En 2013, Volkova lanzó su propia línea de zapatos, C&C de Julia Volkova.
En 2016, Volkova habló por primera vez sobre su enfermedad y reveló que en 2012 le diagnosticaron cáncer de tiroides. Durante la cirugía para extirpar el tumor, su nervio laríngeo resultó dañado, lo que le hizo perder la voz. Ha buscado tratamientos para recuperar su capacidad de canto.
Actualmente Volkova sigue con su carrera musical.

## Grupos musicales
- 1994-1999: Neposedi
- 1999 - 2009 / 2012 - 2014, 2022 - 2023, 2024 : t.A.T.u

## Vida privada
En marzo de 2013, Volkova confirmó en Hello Magazine que se había convertido al islam en 2010, diciendo, «No llevo ropa típica musulmana pero me he convertido al islam porque es lo que está más cerca de mi corazón». Cuando le preguntaron que si viviría en un país musulmán, contestó «¿Por qué no?». Sin embargo, en 2017, volvió al cristianismo ortodoxo.